# مصطفى البلكي
مصطفى البلكي (مواليد عرب الأطاولة، أسيوط)هو قاص وروائي وكاتب أدب أطفال مصري. تأثر بنجيب محفوظ ودرويش الأسيوطي وشحاتة عزيز وزكريا عبد الغني ومحمد البساطي وإبراهيم أصلان ومحمد المخزنجي.

## مؤلفاته
- الجمل هام للنبي، مركز الحضارة[5]
- تل الفواخير، الهيئة العامة لقصور الثقافة[5]
- رمسيس الثاني: البناء الأعظم، روايات الهلال[5]
- بياع الملاح، مركز الحضارة[5]
- بينوزيم: الكاهن الأكبر، روايات الهلال[5]
- طوق من مسد، سلسلة إبداعات، الهيئة العامة لقصور الثقافة[6]
- الإضراب الأول، روايات الهلال التاريخية[1]
- ساوتي، روايات الهلال التاريخية[1]
- صور مؤجلة للفرجة، دار شرقيات[7]
- دوامات الصمت والتراب، قصور الثقافة[8]
- سيرة الناطوري، مجموعة النيل العربية[5]
- البحث عن السعادة، كتاب الهلال للاولاد والبنات[1]
- أصوات الجرار القديمة[5]
- نفيسة البيضا[9]
- قارئة الأرواح[10]
- بيت العدة والكرباج[11]
- ممرات الفتنة[12]
- سيدة الوشم[13]
- حكايات مبتورة[14]
- البهيجي، سما للنشر والتوزيع[15]

## الجوائز
- جائزة أفضل رواية، الهيئة العامة لقصور الثقافة
- جائزة القصة، جمعية أصدقاء أحمد بهاء الدين الثقافية، 2006
- جائزة نادي القصة في الرواية
- جائزة القصة، جمعية الرواد بأسيوط
- جائزة إحسان عبد القدوس في الرواية
- جائزة أدب الطفل، جمعية أصدقاء أحمد بهاء الدين، 2008
- جائزة القصير في الإبداع القصصي، 2010
- جائزة اتحاد الكتاب في الرواية، 2010
- جائزة ساقية الصاوي في الرواية، 2012
- جائزة بهاء طاهر في الرواية، 2017